# Shen Zhou
Shen Zhou (en chino tradicional, 沈周; pinyin, Shěn Zhōu; 1427-1509), nombre de cortesía Qinan (启南) y Shitian (石田), fue un pintor chino de la dinastía Ming. Vivió durante el período posterior a la conquista de la dinastía Yuan sobre la dinastía Ming. Su familia colaboró estrechamente con el gobierno y mantuvo su posición adinerada. Shen se retiró posteriormente y vivió una vida solitaria, dedicando la mayor parte de su tiempo a pintar y cuidar de su madre viuda.
Contribuyó a la escuela Wu de arte chino, más individualista. Además de la pintura, también se destacó en historia y los clásicos.

## Biografía
Shen Zhou nació en una familia adinerada en Xiangcheng, cerca de la próspera ciudad de Suzhou, en la provincia china de Jiangsu. Su genealogía rastrea la riqueza de su familia hasta finales del período Yuan, pero solo hasta el bisabuelo paterno de Shen, Shen Liang-ch'en, quien se convirtió en un rico terrateniente tras la disolución del dominio mongol.
Tras la caída de la dinastía Yuan y el surgimiento de la nueva dinastía Ming, el cargo de recaudador de impuestos fue asignado al jefe de la familia Shen, bajo el nuevo sistema lijia del emperador Hongwu. Esto incrementó de forma constante y considerable la riqueza familiar, a la vez que liberó a los descendientes varones de Shen Liang-ch'en de las carreras obligatorias como funcionarios de la dinastía Ming, permitiéndoles vivir la mayor parte de sus vidas como artistas-eruditos retirados. Tras la muerte de su padre, Shen Heng-chi, Shen Zhou decidió renunciar a los exámenes oficiales y dedicar su vida al cuidado de su madre viuda, Chang Su-wan.
Es probable que nunca tuviera la intención de convertirse en funcionario, pero se abstuvo de manifestarlo hasta la muerte de su padre. Así, renunció a la vida de servicio oficial, preservando al mismo tiempo su reputación en un acto perdurable de piedad filial. De esta manera, pudo vivir una vida solitaria, libre de responsabilidades (excepto la de cuidar a su madre), y dedicar su tiempo al arte, a la vida social y a la contemplación monástica del mundo natural que lo rodeaba. Shen tuvo el privilegio de poder pintar lo que quisiera, ya que era rico y, por lo tanto, no necesitaba un mecenas adinerado.

## Contexto histórico y cultural

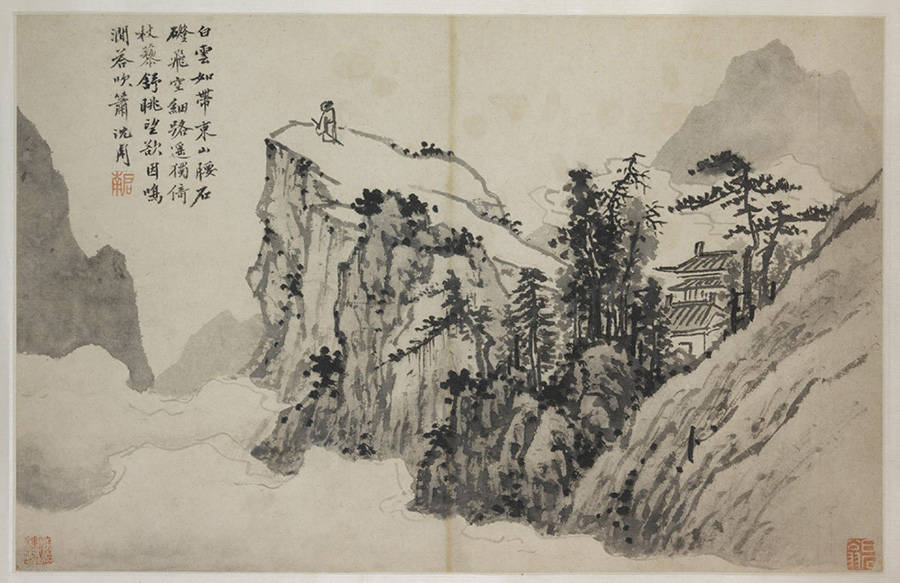
Poeta en la cima de una montaña

Shen Zhou vivió un momento crucial en la historia de la pintura china y contribuyó enormemente a la tradición artística de China, fundando la nueva escuela Wu en Suzhou. Bajo la dinastía Yuan (1279-1368), los pintores habían practicado con relativa libertad, cultivando un enfoque artístico más individualista e innovador que se desviaba notablemente del estilo más superficial de los maestros Song que los precedieron. Sin embargo, al comienzo de Ming, el emperador Hongwu (reinó entre 1368 y 1398) decidió importar a los maestros pintores existentes a su corte en Nankín, donde pudo cultivar sus estilos para armonizarlos con las pinturas de los maestros Song. Dado que Hongwu era conocido por sus intentos de marginar y perseguir a la clase erudita, esto se interpretó como un intento de desterrar la influencia de la nobleza en las artes.
El estilo dominante de los pintores de la corte Ming se denominó Escuela Zhe. Sin embargo, tras la ascensión del emperador Yongle (reinó entre 1403 y 1424), la capital se trasladó de Nankín a Pekín, lo que distanció considerablemente la influencia imperial de la ciudad de Suzhou, bajo el gobierno de Shen, cercana a Nankín. Estas nuevas condiciones propiciaron el auge de la escuela de pintura Wu, un estilo algo subversivo que revivió el ideal del pintor erudito inspirado en la China Ming.

## Trabajo

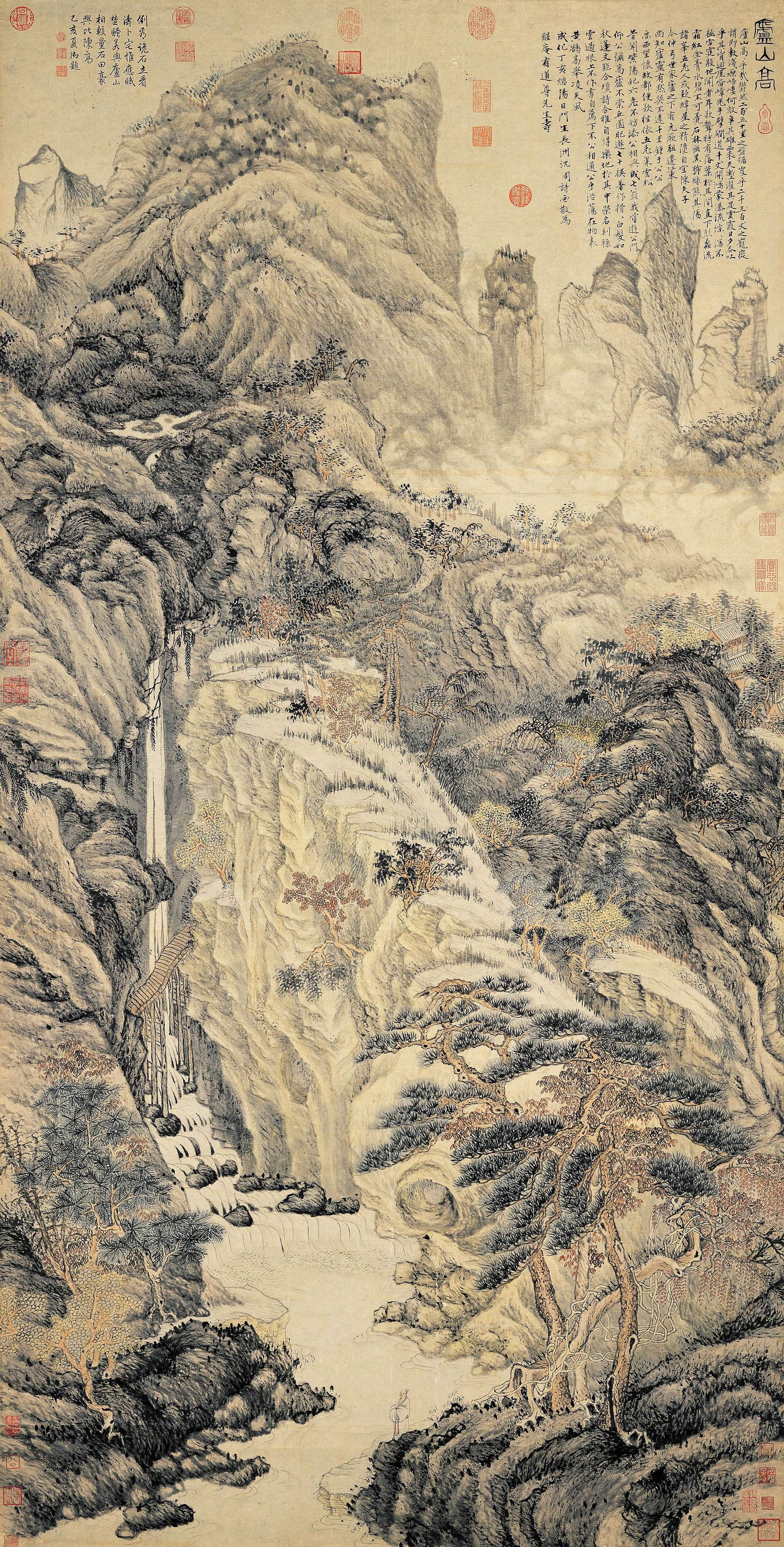
El majestuoso Monte Lu de Shen Zhou. 1467, rollo colgante, 1,8 m × 0,9 m. Museo Nacional del Palacio, Taipéi.

La formación académica y artística de Shen Zhou le inculcaron una reverencia por la tradición histórica china, que influyó tanto en su vida como en su arte desde temprana edad. Era un experto en historia y los clásicos, y sus pinturas revelan una disciplinada obediencia a los estilos de la dinastía Yuan, a la historia de China y al confucianismo ortodoxo que encarnó en su vida filial. Es famoso sobre todo por sus paisajes y por sus representaciones de flores, meticulosamente creadas al estilo de los maestros Yuan. Sin embargo, no siempre pintó dentro de límites estrictos.

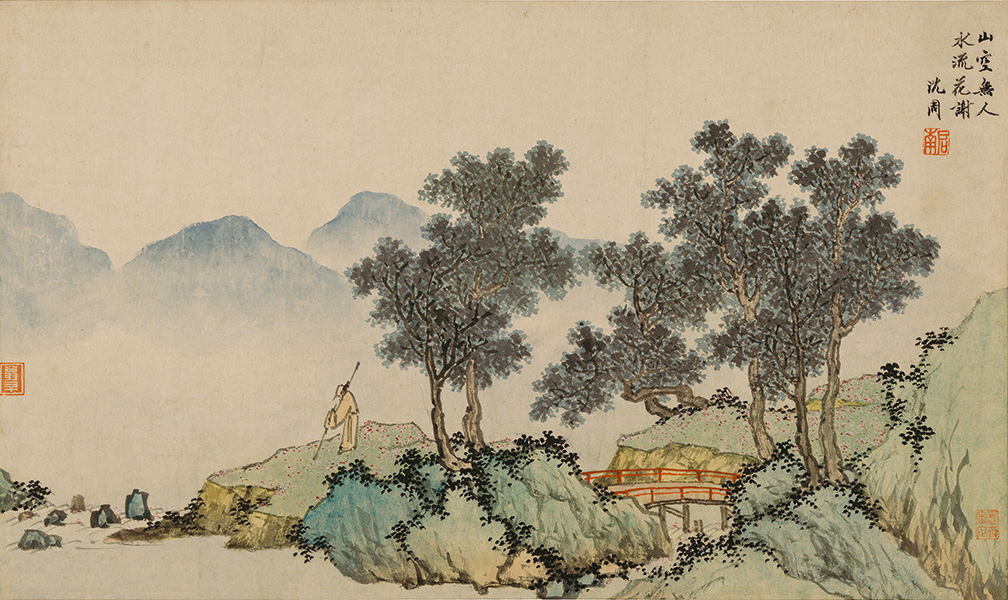
Sentimiento poético de flores caídas de Shen Zhou. Hoja de álbum, tinta y color sobre papel, 35,9 x 60,1 cm. Museo de Nankín, República Popular China.

Shen poseía una gran colección de pinturas de finales de la dinastía Yuan y principios de la dinastía Ming, que él y sus colegas pintores-eruditos utilizaron como modelos para forjar el enfoque renovador del estilo Wu. Con frecuencia combinaba elementos experimentales con los estilos más rígidos de los maestros Yuan. Gran parte de su obra la realizó en colaboración con otros, combinando pintura, poesía y caligrafía en reuniones con sus amigos literatos. Fue sobre estos ideales que se fundó su escuela Wu. Para los pintores Wu, pintar era una meditación, más que una ocupación. Shen Zhou nunca codició sus pinturas, aunque con frecuencia eran codiciadas e imitadas por otros. Para Shen Zhou, una pintura no era una mercancía, sino la extensión misma del pintor.
Sus pinturas representan imponentes montañas y árboles imponentes, mientras que las obras humanas se reducen a motas en esta inmensidad. Esto buscaba que la naturaleza se sintiera poderosa, eclipsando el elemento humano. Su obra más famosa, de 1487, Pensamientos Lluviosos (actualmente en el Museo Nacional del Palacio de Taipéi), muestra la lluvia dominando la composición mientras una casa insignificante se difumina entre las montañas que la dominan. Suele compararse con Wu Wei, un pintor que centra la atención de sus pinturas en la humanidad.
Este artista no debe confundirse con otro artista chino llamado Shen Zhou que vivió entre 1848 y 1903.